# Persil Power
Pour les articles homonymes, voir Persil (homonymie) et power.
 (juillet 2011).
Si vous disposez d'ouvrages ou d'articles de référence ou si vous connaissez des sites web de qualité traitant du thème abordé ici, merci de compléter l'article en donnant les références utiles à sa vérifiabilité et en les liant à la section « Notes et références ».
Persil Power est un détergent à lessive développé et vendu par Unilever pendant les années 1990. 

## Historique
Au début des années 1990, le détergent Persil perd du terrain face à ses compétiteurs. Puisque tous ces détergents ont des performances semblables pour éliminer les taches, Unilever décide qu'il a besoin d'un produit plus efficace. Ariel a récemment introduit avec succès Ariel Ultra, un détergent « super compact », c'est-à-dire un détergent avec catalyseurs qui, selon la publicité, lave mieux avec moins de poudre. Afin de contrer ce concurrent qui faisait perdre des parts de marché à Persil, Unilever décide de mettre au point Persil Power, un détergent « super compact » encore plus efficace.
Après plusieurs essais, un groupe de chercheurs chez Uniliver trouve une combinaison de produits chimiques qui catalysent la réaction qui survient lors du nettoyage, ce qui rend ce détergent notablement plus efficace que celui des compétiteurs. Unilever décide que ces agents catalyseurs constituent une addition intéressante à Persil, mais est réticent à altérer sa composition de crainte de voir la réputation du produit être détruite. Les décideurs se souviennent encore des déboires de Daz, qui a introduit un détergent plus puissant dans les années 1980, mais qui provoquait des allergies chez un petit pourcentage de la clientèle, pourcentage suffisant pour détruire sa réputation. Pour limiter les dommages, Unilever décide d'introduire un nouveau produit, Persil Power, qui contient les agents catalyseurs et un adoucisseur. Ce produit peut être ajouté à Persil en quantités variables. Persil Power est lancé avec force publicité, mais plusieurs problèmes apparaissent.

## Critiques
Persil Power n'est pas vu comme un complément à Persil, mais comme un substitut. Par contre, la plupart des gens connaissent la différence. Malgré une importante campagne publicitaire, les ventes de Persil et de Persil Power stagnent, plusieurs attribuent cet échec à l'image surfaite d'efficacité de Persil. Enfin, Persil Power efface la couleur des tissus, ainsi que leur intégrité (car ils se déchirent trop facilement). En pratique, cela ressemble à ajouter un javelisant à l'eau de lavage. Après différents tests, Unilever détermine que ces effets sont nettement plus marqués sur de vieux vêtements. 
Après évaluation de la situation, il est remarqué que Persil Power est trop puissant aux doses recommandées et qu'une réaction chimique, que les gens d'Unilever n'avaient pas remarqué, survient entre les agents catalyseurs et les colorants des vêtements. Les réactions chimiques en cause peuvent être éliminées en ajoutant un additif peu coûteux, mais considérant sa réputation entaché, Unilever préfère rappeler Persil Power et abandonner cette marque. Des particuliers et des entreprises intentent des poursuites judiciaires contre Unilever, la plupart résolues hors cour. 
Par la suite, les mêmes agents catalyseurs (en moindre quantité) et un agent inhibiteur sont ajoutés à Persil. Le nouveau produit est sans conséquence néfaste sur les vêtements. Unilever en profite pour lancer Persil Performance.